# William Molyneux
William Molyneux FRS (17 de abril de 1656 – 11 de octubre de 1698) fue un filósofo natural irlandés y escritor político.

## Biografía
Molyneux nació en Dublín y era hijo de Samuel Molyneux (1616–1693), abogado y terrateniente (cuyo abuelo, Sir Thomas Molyneux, había emigrado a Dublin desde Calais en la década de 1560), y de su esposa, Anne Dowdall. Era el segundo de cinco hijos, William Molyneux provenía de una cuna con un relativamente próspero antecedente anglicano, la familia era propietaria de grandes extensiones de tierra heredadas de los Dowdall en Ballymulvey, (Mulvey es una anglicanización de Molyneux) cerca de Ballymahon en el condado de Longford. Fue muy afín con su hermano Thomas, con quien posteriormente compartió intereses por temas filosóficos. En 1671 Molyneux comenzó a cursar estudios en el Trinity College, Dublin donde se convirtió en un ávido lector de las principales figuras de la revolución industrial. Luego de obtener su BA allí, Molyneux fue enviado a estudiar leyes en el Middle Temple, en Londres desde 1675 hasta 1678. En 1678 se casó con Lucy Domville (?–1691), la hija más joven de Sir Wiliam Domville el procurador general de Irlanda. Luego del casamiento su esposa enfermó, quedó ciega y falleció joven. De sus 3 hijos solo Samuel Molyneux (1689–1728) logró sobrevivir y llegar a la adultez. Samuel se convirtió en astrónomo y político trabajando con su padre en diversos emprendimientos científicos.

## Carrera y publicaciones
A causa de su herencia, Molyneux gozaba de independencia financiera. Sin embargo, a lo largo de su vida ocupó diversos puestos oficiales. En 1684 fue designado Joint Surveyor General de los edificios y obras reales en Irlanda. En 1687 inventó un nuevo tipo de reloj de sol denominado Sciothericum telescopicum que utilizaba un gnomon especial doble y un telescopio para determinar el mediodía con una incerteza de 15 segundos. Representó a la Universidad de Dublin en el Parlamento desde 1692 hasta su muerte. También fue el comisionado de las propiedades forfeited en 1693, renunciando al cabo de unos pocos meses por problemas de salud.
Mientras, Molyneux realizó diversas publicaciones en las que se puede observar lo variado de sus intereses.  Su primer trabajo fue editar y traducir al inglés la obra que René Descartes Seis meditaciones metafísicas, en las que se demuestra que Dios existe..., la que publicó en Londres en 1680. En 1682 Molyneux colaboró con Roderic O'Flaherty para juntar material para el Atlas de Moses Pitt. En 1685, la crisis financiera de Pitt obligó a cancelar el proyecto pero en el ínterin mucha información valiosas sobre la historia de Irlanda había sido recolectada. Molyneux desarrolló una amistad con O'Flaherty y colaboró con O'Flaherty cuando publicó el tratado Ogygia en Londres.
Mientras, en octubre de 1683 fundó la Dublin Philosophical Society a semejanza de la Royal Society (de la cual Molyneux fue miembro a partir de 1685), y fue su primer secretario. Las actas de la Sociedad muestran que fue muy activo, registrando datos del clima, calculando eclipses y demostrando experimentos e instrumentos.
Molyneux también publicó varios escritos en Philosophical Transactions, como también obras sobre óptica, filosofía natural, y temas diversos. Probablemente su obra científica más conocida sea Dioptrica Nova, Un tratado de dioptricks en dos partes, en el que se explican los varios efectos de los vidrios esféricos, tanto convexos como cóncavos, simples y combinados, en telescopios y microscopios, junto con su utilidad en numerosos aspectos de la vida humana, publicado en Londres en 1692.
Luego que John Locke publicara su Ensayo sobre el entendimiento humano (1690), Molyneux le escribió felicitándolo por su trabajo.
A comienzos de 1698, Molyneux publicó The Case of Ireland's being Bound by Acts of Parliament in England, Stated.  Este trabajo controversial en el que recurre a precedentes históricos y legales, trataba sobre temas constitucionales contenciosos que habían surgido a finales del siglo diecisiete como consecuencia de los intentos por parte del Parlamento inglés de aprobar leyes que hubieran afectado al comercio de lana de Irlanda. También trataba sobre la jurisdicción de la Cámara de los Lores de Irlanda. Los argumentos de Molyneux reflejaban los expuestos en un escrito nunca publicado de su suegro Sir William Domville, titulado Una disquisición que trata sobre el gran tema sobre si un Acta del Parlamento aprobada en Inglaterra debe obligar al Reino y al pueblo de Irlanda aun sin el permiso y aceptación por parte del Reino de Irlanda.
Luego de un debate en la Cámara de los Comunes inglesa, se resolvió que el escrito de Molyneux era 'un elemento con consecuencias peligrosas para la corona y el pueblo de Inglaterra al negar la autoridad del rey y del parlamento de Inglaterra por sobre el reino y el pueblo de Irlanda'. A pesar de la condena en Inglaterra, Molyneux no fue castigado pero su obra fue condenada por ser sediciosa y fue quemada en una ceremonia en Tyburn por el verdugo oficial. Sus análisis continuaron siendo de interés al discutirse temas de naturaleza constitucional en Irlanda durante el siglo dieciocho, y formaron parte de los argumentos utilizados por Swift en las Drapier's Letters. Sus ideas también despertaron el interés de las colonias americanas en su trayectoria hacia la independencia.  Si bien The Case of Ireland, Stated fue posteriormente asociado con movimientos independentistas tanto en Irlanda como en América, pero tal como hace notar un historiador, 'los argumentos constitucionales de Molyneux fácilmente pueden ser malinterpretados' pero 'de ninguna forma Molyneux era un separatista'.

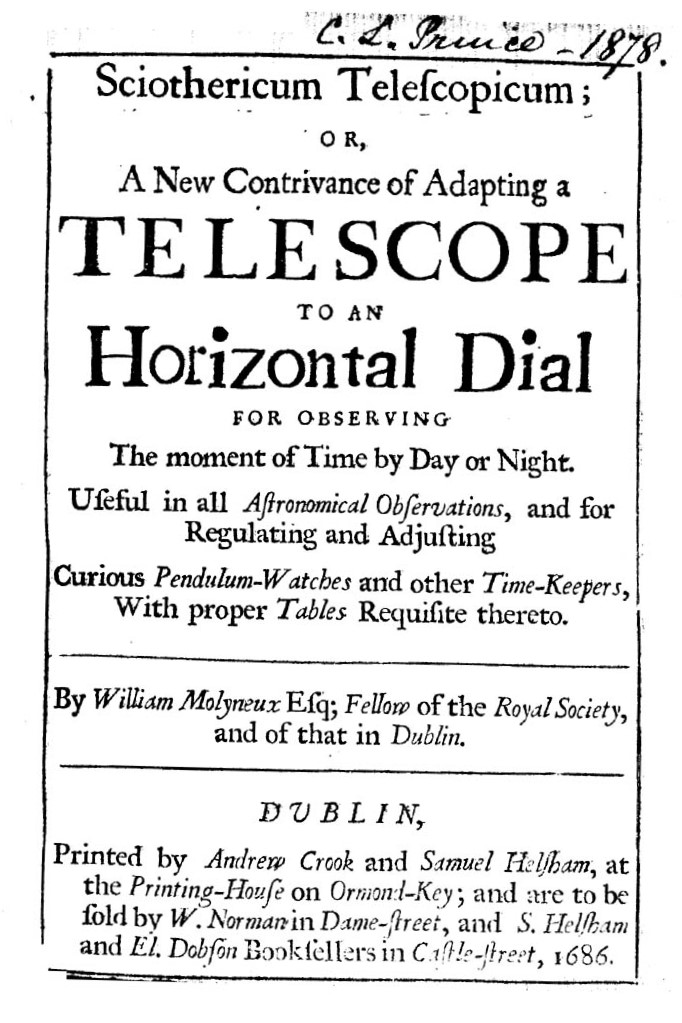
Sciothericum telescopicum, or A new contrivance of adapting a telescope to an horizontal dial for observing the moment of time by day or night, 1686